# لوی څارنوالی
دادستانی کل یا لوی څارَنوالی و یا لوی سارَنوالی دولت منحل شده جمهوری اسلامی افغانستان و امارات اسلامی افغانستان است، بر بنیاد مادهٔ یکصد و سی و چهارم قانون اساسی پیشین این کشور، جز قوهٔ اجرائیه بوده و در اجراآت خود مستقل و تابع احکام قانون به شمار می رفت.
سرپرست فعلی لوی څارنوالی بر بنیاد فرمان امیرالمومنین امارت اسلامی افغانستان ملا هبت الله آخوند، مولوی شمس الدین شریعتی به عنوان لوی څارنوال امارت اسلامی افغانستان، تعین و آغاز به کار کرد.

## څارنوالی در افغانستان:
در افغانستان اما مطابق به حکم قرآن کریم، از همان آغاز در پرتو اصول قرآن در دوره ی خلافت خلیفه سوم مسلمانان حضرت عثمان «رض » ایجاد شد. سپس با ظهور حضرت امام ابوحنیفه کوفی و عالم فقه اسلامی مطابق اصول آن مذهب قضات محاکم این بلاد اسلامی عمل کرده اند.
بلاخره در سال 1300 ه  .ش نظام نامه تشکیلات اساسی نشر و نافذ گردید. در مرکز شورای دولتی، و در ولایات حکومت اعلی و کیلان مجالس مشوره، تأسیس گردید. و محاکم مأموران به شورای دولتی مجالس مشاوره تعلق گرفت . بناً به منظور تعقیب اتهامات در مراحل مختلف محاکماتی به وکلای اثبات جرم ضرورت بود تا به منظور تعقیب و اقامه دعوی علیه مأموران تحت اتهام منحیث وکیل اثبات جرم عرض اندام نماید.
بعداً زمان ایجاب میکرد که باید مدعی در قسمت حقوق الله وجود داشته باشد. ضرورت اصل ضمایم را در نظام  نامه تشکیلات اساسی افغانستان مساعد ساخت.  برای بار اول وکیل اثبات جرم نامبرده شد.
مطابق ضمیمه مذکور، وکیل اثبات جرم در مرکز، از سوی وزارت عدلیه و در ولایات ازسوی نایب الحکومه یا حاکم اعلی تعیین میشد.
سپس در قانون اساسی 1343هجری خورشیدی، اداره ی مدعی العمومیت منحیث یک اداره رسمی دولتی ایجاد شد. در ماده 103 به محتوای ذیل تسجیل گردید: "تحقیق جرایم از طرف مدعی العموم که جز قوه اجراییه دولت است، مطابق به احکام این قانون صورت میگرد."
در قانون اساسی 1343 هجری خورشیدی در فصل قضا به لحاظ تشابه وظیفه ای بنا به تعاریف حقوق که اتحاد بین سلط اتهام، و محاکمه که به عنوان قضا واقف و قضای جالس یاد گردید. به قضای واقف عنوان قضای اتهام و به قضای جالس عنوان قضای محاکمه داده اند.
قانون تنظیم امور څارنوالی در تاریخ 26 عقرب 1343خورشیدی در 24 ماده نافذ و در شماره 17 جریده رسمی نشر گردید. این قانون څارنوالی را بحیث اداره عالی څارنوالی اداره مدعی العمومیت و لوی څارنوال را بح  یث م   دعی العم  وم افغانستان معرفی کرده است.
تشکیلات اداره مدعی العمومیت افغانستان درسال ۱۳۴۳ شمسی:
اداره ی مرکزی مدعی العموم برای کشف جرایم و مجادله با آن بر بنیاد ماده ۱۰۳ قانون اساسی درسال  ۱۳۴۳خورشیدی تأسیس شد. اکنون در هر ولایت دفاتر مدعی العموم موجود است. تشکیل و وظایف اداره عالی مدعی العموم به شرح زیر است:
ریاست عالی څارنوالی
| مدیریت کشف جرایم | مدیریت عمومی تدقیق دوسیه | مدیریت تحریرات | مدیریت ارتباط | مدیریت عمومی تفتیش څارنوالی | اداره څارنوالی تمیز | څارنوالی ابتدائیه مامورین | مدیریت مرافعه و امنیت عامه |

مدیریت کشف جرایم:
وظایف مدیریت کشف جرایم عبارت بود از بررسی جراید و تحقیقات راجع به فقره های مطبوعاتی سری و جزایی، تدقیق پرونده های جزایی و دریافت گزارش واقعه های روزانه از وزارت داخله و مراقبت آن گزارش ها. همچنان گزارش های اجراآت دوسیه های جزایی که از څارنوالی های ولایات بدست می آمد، ترتیب٬ تنظیم و توحید عمومی گزارش های رسیده٬ بررسی وضع محابس و توقیف خانه های محبوسان و اصلاحاتیکه در مورد بعمل آمده است.
مدیریت عمومی تدقیق:
مدیریت عمومی تدقیق در برج جدی ۱۳۴۵ خورشیدی ایجاد شد. تشکیل آن مشمول مأموران وبرخی از اعضای مسلکی که به دسته های معین اجرای وظیفه می کردند.
مدیرت ارتباط مدعی العمومیت:
این اداره وظایف آتی رابعهده داشت:
1.     دریافت پرونده (دوسیه) های جزایی از اداره های دولتی که در اثر تفتیش جرم مورد بحث در آن ثابت شده باشد.
2.      مطالعه دوسیه های وارده و تقدیم پیشنهاد لازم به ریاست عالی څارنوالی، و ابلاغ هدایات به مرجع مربوط.
3.     پیشنهاد به مقام ریاست در مورد دوسیه هایکه طبق ماده ۳۴۹ قانون اجراآت جزایی که راجع به تصمیم نهایی به لویه څارنوالی ارجاع میگردد وابلاغ تصمیم لویه څارنوال به مرجع مربوط.
4.     تقدیم گزارش های مرتب به مقام مافوق.
5.     تأمین ارتباط وهمکاری باشعبات مربوطه څارنوالی های مرکز، ولایات و وزارت ها.
6.     سایر اوامر ریاست څارنوالی.
اداره څارنوالی ابتداییه مرکز:
این اداره وظایف آتی را به عهده دارد:
1.     تسلیم پرونده(دوسیه) های جزایی بمنظور اقامه دعوی.
2.     استرداد پرونده های ناقص برای اکمال آن.
3.     جلب متهمان توسط شعبه مربوط برای اعزام به محکمه.
4.     ترتیب صورت دعوی بروی دوسیه طبق مواد قانون.
5.     اقامه دعوی علیه متهمان بر اساس مواد قانون در مرحله ابتداییه در جرایم مأموران و جرایم علیه منفعت و امنیت عامه.
6.     تقدیم استدعای مرافعه طلبی در صورت عدم قناعت به احکام صادره محکمه ابتداییه در دوسیه های جزایی.
7.     در صورت عدم لزوم مرافعه خواهی تقدیم پیشنهاد لویه څارنوالی راجع به اتخاذ تصمیم در مورد دوسیه منسوب، طبق ماده ۳۴۹ قانون اجراآت جزایی.
8.     انفاذ احکام قطعی محاکم ابتداییه .
9.     دریافت امر توقیف متهمان از محکمه بربنیاد قانون اجراآت جزایی.
10.  تقدیم گزارش اجراآت وتصنیف دوسیه های اجراآت و پروندهه های زیر کار به ریاست څارنوالی.
څارنوالی مرافعه مأموران و امنیت عامه:
وظیفه این څارنوالی رسیدگی به پرونده های جرایم مأموران و امنیت عامه است که از ولایات بعد از فیصله دیوان امنیت عامه ریاست محاکم ولایات که بحیث محکمه ابتداییه فیصله میدهند، برای فیصله استیناف بخاطر استیناف خواهی اداره عالی څارنوالی یامقام ولایت مربوط یا خود محکومان یامتهمان به این اداره میرسد.
دوسیه بعد از ترتیب صورت دعوی به محکمه استیناف مرکزی گسیل و پس از دفع و جراحین تشکیل جلسه محکمه استیناف مرکزی که بشمول نماینده این څارنوالی برگزارشده، موضوع فیصله میگردد.
حینیکه فیصله محکمه استیناف مرکزی رسید، بخاطر تمیزخواهی اداره عالی څارنوالی یا خود محکوم بریاست عالی تمیز ستره محکمه از طریق څارنوالی گسیل میشود.
اگر تمیز طلبی جانبین صورت گرفت، فیصله استیناف قطقیت حاصل میکند. دوسیه به خاطر تطبیق جزاء بمرجع اولی آن فرستاده میشود.
پرونده های که به این څارنوالی میرسید، میتوان اینطور خلاصه نمود:
الف: جزایی ۱- قاچاق ۲- جعل و تزویر مشمول دوسیه های نوتهای جعلی ۳- رشوت ۴- جزایم مأموران و مستخدمان حین اجرای وظیفه ۵- اختلاس ۶- اخلال امنیت عامه ۷- فرار از حبس.
ب: حقوق عامه.
قضایایی که بین دولت و مردم واقع میشود.
ج: پرونده های عدلی مربوط به استیناف موقت .
دوسیه هایی که از تاریخ اول جدی ۱۳۴۵ تا اخیر حوت ۱۳۴۶خورشیدی از ولایات و څارنوالی ابتداییه برای غور به استیناف رسیده بود، 502 مورد بوده است.
اداره څارنوالی محاکم تمیز مأموران امنیت عامه:
این اداره وظایف آتی رابعهده دارد:
۱- تسلیم دوسیه های تمیزطلبی وترتیب اقامه دعوی علیه حکم محکمه مرافعه درقضایای جزایی.
1.     انفاذ احکام قطعی محکمه تمیز.
2.     دریافت امر توقیف متهمان از محکمه موصوف.
3.     تقدیم گزارش اجراآت و تفتیش دوسیه های اجرا شده و تحت اجراء و فرستادن آن به ریاست عالی څارنوالی .
پس از آن در تاریخ 25 حمل سال 1359 خورشیدی، اصول اساسی که حکم قانون اساسی موقت را داشت، از سوی شورای انقلابی وقت تصویب شد. در تاریخ 7 ثور 1359 خورشیدی نافذ گردید. در ماده 58 این قانون، اداره لویه څارنوالی برای اولین بار از وزارت عدلیه افغانستان مجزا شد، و به عنوان یک ارگان مستقل در تشکیلات دولت محسوب گردید . این ماده، اداره لویه څارنوالی را به حیث سیستم واحد و متکی بر اصل مرکزیت و رهبری ارگانهای څارنوالی به عهده لویه څارنوالی گذاشت.
در سال 1365شمسی، تغییراتی در رهبری دولت رو نما شد. قانون اساس از سوی لویه جرگه تصویب، و در تاریخ 9 حمل سال 1366 خورشیدی از سوی رییس جمهوری توشیح شد. در فصل نهم این قانون بگونه ویژه در مورد لویه څارنوالی بحث شده است.
لویه څارنوالی اما در دوران رژیم طالبان، بر بنیاد فرمان شماره "12" در تاریخ 16 حوت سال 1375 شمسی، دوباره به لحاظ تشکیلاتی افت کرد، و زیر مجموعه وزارت عدلیه قرار گرفت. بر بنیاد فرمان شماره "109" در تاریخ 23/5/1419 هجری قمری، صلاحیت څارنوالی نیز به قضات واگذار شد. در ماده دوازدهم  این فرمان آمده است:" کار تحقیق څارنوالی به قضا سپرده شده است. قضات مکلف اند دوسیه را در ظرف یک هفته تکمیل و غرض فیصله به محکمه بسپارند."
پس از سقوط رژیم طالبان، در ماه جدی سال 1380 خورشیدی، اداره لویه څارنوالی دو باره دارای تشکیل و صلاحیت شد. قانون اساسی افغانستان از سوی لویه جرگه تصویب ، و در تاریخ 6 دلو سال 1382 از سوی رییس جمهوری توشیح و نافذ گردید. اداره لویه څارنوالی نیز اعتبارش را دوباره بدست آورد. در ماده 134 این قانون،  چنین آمده است:" کشف جرم توسط پولیس، و تحقیق جرایم و اقامه دعوی علیه متهم در محکمه، از طرف څارنوالی مطابق به احکام قانون صورت میگیرد. څارنوالی جز قوه ی اجراییه و در اجراآت خود مستقل می باشد.
پس ازشکل گیری دولت انتخابی در افغانستان، ساختار تشکیلاتی ادارۀ لویه څارنوالی نیز انکشاف یافت. این اداره پیش از این زیر مجموعۀ وزارت عدلیه بود، به ادارۀ مستقل تغییر شکل داد. اداره عالی لویه څارنوالی دارای چهار معاونت بوده که هر معاونیت چندین زیر مجموعه (ریاست) را در تشکیل خودش دارد. این اداره در حال حاضر در حدود 5 هزار کار کن در مرکز و لایات دارد. این کار کنان مشمول بخش های مسلکی، اداری و اجیر می شوند.
نگاهی به قوانین اساسی افغانستان در ادوار مختلف و جایگاه څارنوالی در آن:
اولین قانون اساسی در افغانستان پس از استقلال کشور در زمان امیر امان الله خان در سال 1301 خورشیدی بنام نظام نامه اساسی دولت افغانستان، تدوین و در لویه جرگه که در شهر جلال آباد برگزار گردید، تصویب شد. چون نمایندگان تمام ولایت کشور در آن حضور نداشتند، تصویب نظام نامه به جرگه دیگری به تعویق افتاد. در سال 1303 شمسی لویه جرگه دیگر درمنطقه پغمان ولایت کابل برگزارشد. در این جرگه، 1 هزار و5 صد و4 تن از نمایندهای مردم اشتراک کرده بودند. قانون اساسی را که در 73 ماده تدوین شده بود از سوی لویه جرگه به تصویب رسید. در این نظام نامه تشکیلات اساسی ، در فصل اول آن از  "اداره مستقله طبیه" نام برده شده بود که به شرح زیر است:
1-    وزارت حربیه.
2-    وزارت خارجه.
3-    وزارت داخله.
4-    وزارت عدلیه.
5-    وزارت معارف.
6-    وزارت مالیه.
7-    وزارت تجارت.
در احکام مندرج در بخش وزارت عدلیه، در نظام نامه تشکیلات اساسی، چنین بنظر میرسد که بخش کلی و اساسی فعالیت وزارت عدلیه را وظایف مربوط به قوه قضاییه و تشکیلات قوه قضاییه تشکیل داده است. در افغانستان برای منظم کردن امورعدلیه و قوه انظباطیه وزارت عدلیه مأمور است. قوه عدلیه افغانستان را هیأت عمومیه محکمه های عدلیه افغانستان بوجود می آورد. محکمه های افغانستان بنام محکمه ابتدائیه و مرافعه بدو قسم تقسیم میشود. علاوه بر آن محکمه اصلاحیه نیز موجود بوده است.
هیأت عدلیه تمیز؛ از یک تن رییس و چهار تن عضو تشکیل شده بود. فیصله های دعاوی حقوقی ، تجاری و جزایی که از محکمه های مرافعه وارد میشد؛ هیأت عدلیه تمیز در مورد آن تصمیم می گرفتند. اینجا ایجاب میکرد تا مدعی در زمینه حقوق الله وجود داشته باشد. به همین دلیل، ضمایمی را در نظامنامه تشکیلات اساسی افغانستان مساعد ساخت، و در این ضمایم برای بار اول از وکیل اثبات جرم نام برده شد.
تحقیقات ابتدایی مجرمان منسوب به وزارت و اداره مستقله که به اداره مربوطه اش می رسد، وزیر و مدیر همان وزارت به گرفتن یک وکیل مجبور بود. وکیل مذکور در مقابل مأمور مجرم، در محکمه مأموران مدعی، اثبات جرم گردد. در ولایات نیز سوی اداره منسوب همان مأمور، وکیل اثبات جرم تعیین می شد.
اگر بر علیه شخصی دعوی مشترک حقوق العباد و حقوق الله در محاکم افغانستان ادعا میشد، وهر گاه مدعی قبل از صدور فیصله غایب می گردید، حقوق الله آن بر اساس ضمیه شماره "24" ماه اسد سال"1305" شمسی، مدعی عمومی یا یک وکیل ازسوی حکام محلی بگونه موقت برای حل این پرونده مأمور بود. حقوق العبد آن را تا زمان حاضر شدن مدعی به تعویق می انداختند.
این نحوه اجراآت تا سال 1308 خورشیدی ادامه داشت. سپس برای مدت کوتاهی با تغییرات در نظام سیاسی کشور، این نحوه ی اجراآت متوقف شد. در سال 1325 اصولنامه محاکمه مأموران ملکیه نشر و نافذ گردید. پس از انفاذ در مرکز یک ریاست عمومی محاکمات مأموران ملکیه تشکیل شد. محکمه ابتدائیه به دعاوی محاکماتی مأموران رسیدگی مینمود. این اجراآت با تشکیلات خاص دیگر تا سال 1343 شمسی ادامه داشت.
دومین قانون اساسی:
دومین قانون اساسی افغانستان در زمان نادر خان تدوین شد. لویه جرگه درسال 1309 خورشیدی برگزار شد، و5 صد و 25 تن به عنوان نماینده مردم در این جرگه اشتراک داشتند.این جرگه 110 اصل را بنام اصول نامه اساسی افغانستان، به تصویب رساندند.
سومین قانونی اساسی:
سومین قانون اساسی افغانستان در دوره زمامداری محمد ظاهر شاه تدوین گردید. ابتدا کار تسوید قانون توسط کمیته تسوید آغازشد. این کمیته، مسوده قانون اساسی را در حمل سال1343خورشیدی تکمیل کرد. سپس کمیسیون مشورتی تعیین شد تا مشوره های لازم را در مورد مسوده قانون ارایه کنند. تمام فعالیت ها از سوی وزارت اطلاعات و فرهنگ به نشر می رسید تا مردم از موضوع آگاه و نظریات خود را ابرازکنند. در نتیجه برخی از نویسندگان در این مورد نظریات خود را به نشر رسانیدند.
لویه جرگه  که شاه رییس آن بود، در سال 1343خورشیدی درعمارت سلام خانه، افتتاح شد. مذاکرات در میان نمایند گان مردم در حدود ده روز ادامه یافت. بالاخره مفکوره تازه استقلال قضایی و متن جدید قانون اساسی توسط 454 تن نماینده به امضا رسید. با توشیخ ظاهر شاه، مرحله تطبیق آن آغاز شد. درقانون یاد شده اداره مدعی العمومیت به عنوان یک اداره رسمی دولتی، پایه گذاری شد. در ماده 105 آن چنین آمده است:" تحقیق جرایم از طرف مدعی العموم که جز قوه اجراییه دولت است، مطابق به احکام این قانون صورت میگرد."
قانون اساسی فوق یازده فصل داشت.در فصل قضا، اداره مدعی العمومیت نیز آمده است. بگونه ی در این فصل از اداره څارنوالی یاد شده است.
بر اساس این قانون، وزارت عدلیه متصدی وظایف قضایی است. در واقع با وضع قانون اساسی ترویج سیستم عالی دولتی، بمنظور ایجاد سیستم تشکیل قوای سه گانه و توجه به سیستم مستقل قضایی بوده است. با وضع قانون اساسی، سیستم مستقل قضایی به حیث رکن دولت معرفی شد. ایجاد اداره مدعی العمومیت، از یک سو قوه قضاییه از قوه اجرائیه وزارت عدلیه مجزا و به فعالیت آغاز کرد. همینطور قانون تنظیم امور څارنوالی درتاریخ 26 عقرب سال 1343 در 24 ماده در شماره 17 جریده رسمی نشر و نافذ گردید. این قانون څارنوالی را بحیث اداره عالی څارنوالی( اداره مدعی العمومیت) و لوی څارنوال را بحیث مدعی العموم افغانستان معرفی کرد.
در ماده دوم این قانون چنین آمده است: اداره عالی څارنوالی در وزارت عدلیه تحت ریاست لوی څارنوالی افغانستان تنظیم میشود. این اداره مرکب است از یکتن معاون لوی څارنوالی و یکتعداد نائبان و مساعدین لوی څارنوالی و یک عده از مأموران اداری در هر یک از محاکم ابتدائیه ، محاکم ولایات ، محاکم استیناف و ستره محکمه یک یا چند عضو څارنوالی مؤظف میباشد.
در تاریخ 15 حوت 1345 شمسی قانون څارنوالی نافذ و قانون تنظیم امور څارنوالی ملغی شد. این قانون، وزیر عدلیه را بحیث لوی څارنوال معرفی کرد.
چهارمین قانون اساسی:
 چهارمین قانون اساسی افغعانستان در زمان جمهوری محمد داود خان تدوین شد. داود خان در سال 1976 م هیأتی را برای تهیه مسوده قانون اساسی مؤظف ساخت ، و در سال 1977 م مسوده قانون اساسی در جراید انتشار یافت . در دهم دلو 1355 خورشیدی، لویه جرگه  به اشتراک 325 تن نماینده، آغاز به کار کرد. پس از 10 روز مباحثه در 25 دلو 1355 شمسی این قانون از سوی داود خان به توشیخ رسید و انفاذ آن اعلام گردید.
در ماده 106 قانون اساسی 1355  خورشیدی، چنین تسجیل گردیده بود:"کشف جرایم از طرف پولیس تحقیق، تعقیب و اقامه دعوی از طرف څارنوال که جزء قوه اجرائیه دولت هستند، مطابق به احکام قانون صورت میگیرد."
بر این اساس، تحقیق کاملاً و عملاً به څارنوالی مربوط می شد. څارنوالی در این مدت با در نظر داشت اهداف ذکر شده،  در جذب فارغان دانشکده های حقوق، شرعیات و حتی از پوهنځی های دیگر نشان میداد که څارنوالی در تطبیق قانونیت و تأمین عدالت اجتماعی که موجبات رضایت اتباع را ببار آورده بود، گام های مؤثر برداشته شده بود.
پنجمین قانون اساسی:
پنجمین قانون اساسی افغانستان به نام اصول اساسی جمهوری دموکراتیک افغانستان، در سال 1359 خورشیدی توسط شورای انقلابی جمهوری دموکراتیک افغانستان ترتیب شد. این اصولنامه در 10 فصل و 68 ماده به طور موقت تصویب و به اجرا گذاشته شد.
فصل هشتم این قانون به څارنوالی اختصاص داده شده بود. څارنوالی را سیستم واحد معرفی کرد. پس از شکل گیری جمهوری دموکراتیک، ادارات حراست از حقوق و قانون وابسته به پالیسی حزب بر سر اقتدار گردید. این موضوع خود سبب تضعیف قانونیت گردید. برخی از منسوبان عالیرتبه حزب که مورد اتهام قرار میگرفت، تحقیق شان مربوط به اجازه هیأت رییس شورای انقلابی بود. پس ازدریافت اجازه به تحقیق اتهام نسبتی پرداخته میشد. آنانیکه اجازه تحقیق شان داده نمی شد، تحقیق شان در حالت التوای قرار میگرفت.
ششمین قانونی اساسی:
ششمین قانون اساسی افغانستان در زمان ریاست داکتر نجیب الله وضع شد.این قانون در لویه جرگه سال  1366 خورشیدی در 13 فصل و 149 ماده تصویب و به توشیخ رسید. فصل نهم این قانون به څارنوالی اختصاص یافته است. ماده 117 این قانون آمده  است؛ څارنوالی جمهوری افغانستان سیستم واحد مبتنی بر اصل مرکزیت بوده متشکل است از:" لویه څارنوالی، څارنوالی های ولایات، لوی ولسوالی ها، ولسوالی ها، علاقه داری ها، شهرها، نواحی و څارنوالی قوای مسلح." همچنان در این قانون آمده است که دولت میتواند در سیستم واحد څارنوالی، څارنوالی اختصاصی ایجاد نماید.
همینطور در ماده 118 آن آمده است:"لوی څارنوالی رهبری فعالیت ارگانهای څارنوالی، در اجراآت خویش مستقل بوده ، صرف تابع قانون و لوی څارنوال میباشد."
لوی څارنوال و معاونان او توسط رییس جمهور برای مدتی شش سال، بر اساس ماده 119 قانون اساسی تعیین می شد.
هفتمین قانون اساسی:
هفتمین قانون اساسی افغانستان، در114 ماده توسط کمیسیون متشکل از 50 تن، در زمان ریاست جمهوری برهان الدین ربانی تدوین گردید. این قانون اما به دلیل مشکلات و جنگ های که در کشور در گرفت، هیچگاه تصویب و توشیح نشد.
در تاریخ 5 میزان سال 1375 خورشیدی، نظام سیاسی کشور تغییر کرد. دولت جمهوری اسلامی افغانستان توسط گروه  طالبان سقوط داده شد. این گروه، دولت جمهوری اسلامی افغانستان را به امارت اسلامی افغانستان تغییر نام داد.
رهبری این گروه، در مورد تطبیق قوانین دستور داد تا بمنظور تحکیم نظام شرعی در کشور، تمام قوانین و مقررات کشور را از نظر هیأت از علما تحت سرپرستی ستره محکمه بگذراند. مواد غیر شرعی و غیر مذهبی را از آن حذف نماید، و بعد از منظوری امارت در جریده رسمی نشر کند.
این زمان مسأله الحاق څارنوالی با وزارت عدلیه مطرح گردید. بر اساس فرمان شماره 12 در تاریخ 16/12/1375 خورشیدی در رابطه تشکیلات اساسی دولت، این چنین در مورد وزارت ها تجدید نظر صورت گرفت.  اداره های که در زمان داود خان وزارت بود، وزارت شود. ریاست ها و مدیریت ها و هم مربوطات  دیگر آن به بخش های  اصلی اداره پیوست شوند. در این میان اداره لویه څارنوالی و وزارت عدلیه یک اداره واحد شدند. در مرحله بعدی مسأله  انتقال صلاحیت و وظایف څارنوالی به قضا مطرح شد. در فرمان شماره 109 در تاریخ 23/5/1419 در پاراگراف دوم ماده دوم چنین آمده است:
کار تحقیق څارنوالی به قضا سپرده شده است. قضات مکلف اند که تحقیق دوسیه را در یک فته تکمیل، و بخاطر فیصله به محکمه بسپارند. این در حالیست که در اصل فرمان تمام صلاحیت و وظایف څارنوالی مانند عبارت از تحقیق، تعقیب اقامه دعوی و صلاحیت بعدی در رابطه به قناعت و یا هم طلب استیناف ، فرجام خواهی به قضات تعلق می گرفت . کارکنان مسلکی که در این بخش ها مصروف کار بودند، سبکدوش شدند. در نهایت از 16 ریاست تنها دو ریاست زیر نام ریاست نظارت بر تطبیق قانونیت ، نظارت بر محلات سلب آزادی باقی ماند. ریاست های مسلکی و اداری یکی پی دیگری از بدنه  تشکیلات حذف شدند.
همینطور در مورد نظارت څارنوالی،  فرمان شماره 215 در تاریخ 16/11/1429 قمری، صارد شد. در این فرمان چنین آمده بود:
"به وزارت عدلیه بدینوسیله هدایت داده میشود با مسئولین نظارت بخش څارنوالی وزارت عدلیه در مرکز و ولایات از جمع وزارت خانه ها و ریاست های عمومی و از نماینده گی های آن در ولایات از تطبیق دقیق و لا انحراف قوانین ، فرامین ، و احکام امارت اسلامی افغانستان طبق فقره 3 ماده 4 قانون څارنوالی نظارت نماید."
هدف از صدور چنین فرمان روشن بود. آنان می خواستند بدانند که قوانین، فرامین و احکام امارت پیاده و تطبیق شده یا نه؟ در غیر آن باور بر آن است که به ریاست نظارت نیز ضرورت محسوس نبود.  باقی گذاشتن ریاست نظارت در تشکیلات، به همین منظور بود است. ریاست نظارت بر محلات سلب آزادی فقط یک امر نمایشی بود، و ماهیت حقوقی نداشت. چون در آن زمان افراد بدون مجوز قانونی و وکیل خاص، تحت نظارت و توقیف قرار می گرفت. در رژیم طالبان، هیچگونه قانون یا معیاری برای بازداشت یا رهایی افراد وجود نداشت.  یک یاد داشت کوتاه طالبانی برای آن کافی بود. این وضعیت تا سقوط  رژیم طالبان ادامه داشت.
هشتمین قانون اساسی:
هشتمین قانونی اساسی افغانستان، پس از سقوط رژیم طالبان در سال 1382 خورشیدی بوجود آمد. لویه جرگه در 23 قوس سال 1382 شمسی بر گزار شد.پس از 23 روز بحث و مذاکره در این جرگه، در چهاردهم جدی سال 1382 مسوه قانون اساسی، در 12 فصل و 162 ماده به تصویب نمایندگان رسید، و ازسوی رییس جمهوری توشیخ و نافذ گردید.
در ماده 134 این قانون در مورد تشکیل و صلاحیت څارنوالی چنین آمده است:"کشف جرایم، توسط پولیس، تحقیق جرایم و اقامه دعوا علیه متهم در محکمه از طرف څارنوالی مطابق به احکام قانون صورت میگیرد. څارنوالی جز قوه اجراییه و در اجراآت خود مستقل می باشد."
تشکیل، صلاحیت و طرز فعالیت څارنوالی توسط قانون تنظیم میگردد. کشف و تحقیق جرایم وظیفوی منسوبین قوای مسلح پولیس و مؤظفین امنیت ملی ، توسط قانون خاص تنظیم می گردد.
بدین ترتیب څارنوالی با تشکیل و صلاحیت بیشتر از گذشته دوباره  فعالیت اش را آغاز کرد. امروز به عنوان یک ارگان مهم در  راستای تأمین عدالت و تطبیق قانون برای خدمتگزاری مردم تلاش می کند.
با این حال اداره ی څارنوالی در قوانین اساسی افغانستان به نحوی حضور داشته است. اینکه صلاحیت های این اداره در طول تاریخ اش تا چه اندازه بوده است، به دوران ها، نظام ها و قوانین بر میگردد.

## سرپرست های دادستانی کل
| نام دادستان کل                       | منصوب شدن                                                    | پایان کار |
| ------------------------------------ | ------------------------------------------------------------ | --------- |
| ذبیح الله کریم الله                  | گماشته شدن توسط محمداشرف غنی در آوریل ۲۰۲۱                   |           |
| محمد اسحاق الکو                      | گماشته شدن توسط حامد کرزی در اوت، ۲۰۰۸                       |           |
| عبدالجبار ثابت                       | گماشته شدن توسط حامد کرزی در می، ۲۰۰۶                        | اوت، ۲۰۰۸ |
| امارات اسلامی افغانستان 2021 - اکنون |                                                              |           |
| مولوی شمس الدین شریعتی               | گماشته شدن توسط ملا هبت الله آخوند در۱۲ دلو سال ۱۴۰۰ خورشیدی |           |